# Krščansko demokratska in flamska stranka
Krščansko-demokratska in flamska (nizozemsko Christen-Democratisch en Vlaams,  ; CD&V) je flamska krščansko-demokratska politična stranka v Belgiji. Ima zgodovinske vezi tako s sindikalizmom (ACV) kot s trgovskimi združenji (UNIZO) in Kmečko ligo. Do leta 2001 se je stranka imenovala Krščanska ljudska stranka (Christelijke Volkspartij, CVP). Stranka CD&V je članica Evropske ljudske stranke (EPP) in Centrist Democrat International.
Bila je tradicionalno največja flandrijska politična stranka, dokler jih po letu 2010 ni prehitelo Novo flamsko zavezništvo (N-VA). CD&V je sodelovala v večini vlad in ima na splošno največ županov. Večina belgijskih premierjev in ministrov-predsednikov Flandrije so bili politiki CD&V. Herman Van Rompuy, predsednik Evropskega sveta med letoma 2009 in 2014, je eden vodilnih politikov CD&V.

## Zgodovina
Zgodovina stranke CD&V sega v 19. stoletje. V 19. stoletju je nastala kot katoliška stranka ali "Parti conservateur" (Konservativna stranka). Konec stoletja je novi del krščanskih demokratov usmeril doktrino stranke nekoliko v levo. V medvojnih letih se je stranka preimenovala v katoliški blok. Nato je Krščanska socialna stranka (PSC-CVP) obstajala od leta 1945 do 1968. Leta 1968 je bila PSC-CVP razdeljena na francosko govorečo Krščansko socialno stranko (PSC, zdaj Humanistično-demokratični center, cdH) in Flamsko krščansko ljudsko stranko ( Christelijke Volks partij CVP). Leta 2001 je CVP spremenila ime v CD&V.
Stranka je bila skoraj neprekinjeno na oblasti od ustanovitve do leta 1999, z izjemo mandata 1954–1958. Leta 1999 so flamski liberalci in demokrati (VLD) postali največja stranka v Belgiji in ustanovili večinsko vijolično vlado liberalcev, socialnih demokratov in zelenih. Enako se je zgodilo v flamski vladi, vendar so tam sodelovali še flamski nacionalisti. Leta 2003 je CD&V vnovič izgubila zvezne volitve, ki so nadalje omogočile zvezno levosredinsko koalicijo, a tokrat brez zelenih.
Leta 2004 so potekale flamske volitve in CD&V je z zastopstvom v flamskem parlamentu znova postala največja politična stranka. Yves Leterme je postal flamski ministrski predsednik. Po uspešnih lokalnih volitvah leta 2006 je stranka po zveznih volitvah leta 2007 postala največja stranka v belgijskem predstavniškem domu. CD&V je vodil nadaljnja koalicijska pogajanja, ki so večkrat zastala (glej sestavo belgijske vlade 2007–2008 ). 20. marca 2008 je bila nova zvezna vlada končno postavljena, vodil jo je Yves Leterme. Kris Peeters je nato postal naslednji minister Flandrije. Od 30. decembra 2008 do 25. novembra 2009 je Herman Van Rompuy vodil svoj prvi kabinet, leta 2009 je postal predsednik Evropskega sveta. Yves Leterme je tako prevzel svojo drugo vlado.
Junija 2009 so potekale flamske volitve, CD&V je ostala največja flandrijska stranka, Kris Peeters pa flamski minister-predsednik. Stranka je po evropskih volitvah leta 2009 ostala tudi največja flamska stranka v Evropskem parlamentu.
Leta 2010 so se Odprti flamski liberalci in demokrati (Open VLD) odločili izstopiti iz zvezne koalicije in s tem spodvreči vlado.
6. decembra 2011 je bila ustanovljena vlada Di Rupa, CD&V pa je bila največja flamska stranka.
Med lokalnimi volitvami leta 2012 je CD&V uspelo ostati največja flamska stranka na lokalni ravni. Ostala je v koaliciji vseh petih flamskih provinc in v treh četrtinah občin. Skoraj polovico teh občin so nato vodili župani CD&V.

## Volilni rezultati (1971–2014)

### Zvezni parlament
Rezultati za predstavniški dom, v odstotkih za Kraljevino Belgijo.

#### Predstavniški dom
| Leto volitev | Skupno število glasov | % glasov | Število mandatov | +/- | Opombe                                                  |
| ------------ | --------------------- | -------- | ---------------- | --- | ------------------------------------------------------- |
| 1995         | 1.042.933             | 17,2     | 29 / 150         |     |                                                         |
| 1999         | 875.967               | 14,1     | 22 / 150         | 7   |                                                         |
| 2003         | 870.749               | 13,3     | 21 / 150         | 1   |                                                         |
| 2007         | 1,234,950             | 18,5     | 25 / 150         | 4   | V kartelu z N-VA ; 30 sedežev so osvojili CD & V / N-VA |
| 2010         | 707.986               | 10,9     | 17 / 150         | 8   |                                                         |
| 2014         | 783.060               | 11,6     | 18 / 150         | 1   |                                                         |
| 2019         | 602.520               | 8,9      | 12 / 150         | 6   |                                                         |

#### Senat
| Leto volitev | # skupnih glasov | % glasov | Skupno število glasov | Opombe                                                 |
| ------------ | ---------------- | -------- | --------------------- | ------------------------------------------------------ |
| 1995         | 1.009.656        | 16.8     | 7 / 40                |                                                        |
| 1999         | 913.508          | 14.7     | 6 / 40                |                                                        |
| 2003         | 832.849          | 12.7     | 6 / 40                |                                                        |
| 2007         | 1.287.389        | 19.4     | 8 / 40                | V kartelu z N-VA ; 9 sedežev so osvojili CD & V / N-VA |
| 2010         | 646.375          | 10,0     | 4 / 40                | Zadnje neposredne volitve                              |

### Evropski parlament
| Leto volitev | Skupno število glasov | % glasov | Število poslancev |
| ------------ | --------------------- | -------- | ----------------- |
| 1979         | 1.607.941             |          | 7 / 24            |
| 1984         | 1,132,682             |          | 4 / 24            |
| 1989         | 1.247.075             |          | 5 / 24            |
| 1994         | 1.013.266             |          | 4 / 25            |
| 1999         | 839.720               |          | 3 / 25            |
| 2004         | 1,131,119             |          | 3 / 24            |
| 2009         | 948.123               |          | 3 / 22            |
| 2014         | 840,814               | 12,57    | 2 / 21            |
| 2019         | 617.651               | 9,17     | 2 / 21            |

## Predsedniki
- 1945–1947 Gilbert Mullie
- 1947–1949 Paul Willem Segers
- 1949–1959 Jef De Schuyffeleer
- 1959–1961 Fred Bertrand
- 1961–1963 Jozef De Saeger
- 1963–1968 Robert Vandekerckhove

CVP
- 1968–1972 Robert Vandekerckhove
- 1972–1979 Wilfried Martens
- 1979–1982 Leo Tindemans
- 1982–1988 Frank Swaelen
- 1988–1993 Herman Van Rompuy
- 1993–1996 Johan Van Hecke
- 1996–1999 Marc Van Peel
- 1999–2001 Stefaan De Clerck

CD&V
- 2001–2003 Stefaan De Clerck
- 2003–2004 Yves Leterme
- 2004–2007 Jo Vandeurzen
- 2007–2008 Etienne Schouppe
- 2008–2008 Wouter Beke
- 2008–2010 Marianne Thyssen
- 2010–2019 Wouter Beke
- 2019 Cindy Franssen in Griet Smaers (začasno)
- 2019– Joachim Coens